# Andrzej Ciechanowiecki

Herb Dąbrowa

Andrzej Stanisław Ciechanowiecki herbu Dąbrowa (ur. 28 września 1924 w Warszawie, zm. 2 listopada 2015 w Londynie) – polski historyk sztuki, marszand, mecenas kultury i kolekcjoner sztuki, antykwariusz, filantrop, założyciel Fundacji im. Ciechanowieckich na Zamku Królewskim w Warszawie (1986), honorowy profesor Akademii Sztuk Pięknych w Warszawie, członek Polskiej Akademii Umiejętności. Członek honorowy, dożywotni lub zwykły wielu towarzystw naukowych polskich i zagranicznych: Rady Powierniczej Zamku Królewskiego w Warszawie, Rady Fundacji im. Lanckorońskich, Fundacji XX Czartoryskich, Fundacji im. Raczyńskich oraz Towarzystwa Historyczno-Literackiego w Paryżu. Działacz Polskiego Związku Kawalerów Maltańskich. Kawaler Orderu Orła Białego (1998), odznaczony Krzyżem Wielkim Orderu Odrodzenia Polski (1993), odznaczeniami wojennymi, Złotym Medalem „Zasłużony Kulturze Gloria Artis”.

## Życiorys

### Dzieciństwo i młodość
Andrzej Ciechanowiecki urodził się w Warszawie jako potomek i jedynak dobrze skoligaconej rodziny senatorskiej mazowieckiej, osiadłej na Białorusi, której majątki przepadły na skutek pokoju w Rydze i znalazły się po sowieckiej stronie kordonu granicznego. Ojciec, Jerzy Stanisław (1893–1930) był dyplomatą RP, a matka, Matylda z hr. Osiecimskich-Hutten-Czapskich (1900–1991) była znaną postacią w życiu towarzyskim przedwojennej Warszawy.
Ciechanowiecki pierwsze lata spędził w Budapeszcie, gdzie ojciec był na placówce. Po nagłej śmierci ojca na Węgrzech, rodzina wróciła do Warszawy. Uczęszczał do szkoły podstawowej im. Mikołaja Reya, a następnie do Gimnazjum i Liceum im. Stefana Batorego. We wrześniu 1939, za radą brytyjskiego generała, Adriana Carton de Wiarta, wyjechał z rodziną na wschód, aby uciec przed Niemcami. Plan zakładał zatrzymanie się u rodziny Skirmuntów – Andrzej Ciechanowiecki mógłby wtedy kontynuować naukę w Pińsku. Tymczasem Sowieci wkroczyli do Polski ze wschodu. Henryk Skirmuntt i jego siostra Maria zostali zamordowani w majątku. W tym czasie trwało oblężenie pobliskiego Mołodowa i Ciechanowieccy uciekali z taborami generała Kleeberga. W tych okolicznościach czternastoletni Ciechanowiecki był pomocny dla oficerów jako „ochotnik”; (po wojnie otrzymał medal za ten uczynek). Rodzina miała dalej jechać do Lwowa, skąd w grudniu podjęli nieudaną próbę przedostania się przez zieloną granicę na teren Rumunii.
Po srogiej zimie we Lwowie rodzina rozpoczęła w marcu 1940 r. podróż powrotną do Warszawy. Trwała ona niemal dwa miesiące, gdyż dotarli do domu dopiero w maju. Ciechanowiecki wrócił do swego starego gimnazjum, ucząc się na tajnych kompletach. W 1942 zdał „podziemną” maturę z przyszłymi koryfeuszami nauki polskiej, potem profesorami, Jerzym Krohem, Adamem Miłobędzkim, Jerzym Pelcem i Klemensem Szaniawskim. Jednocześnie był zaangażowany jako słuchacz na wykładach AK oraz w Międzynarodowym Porozumieniu Więziennym. Rozpoczął też tajne studia ekonomiczne (szkoła prof. E. Lipińskiego) oraz z historii sztuki na tajnym Uniwersytecie Ziem Zachodnich. Po upadku powstania warszawskiego wyszedł z wyludnionego miasta 10 października z Czerwonym Krzyżem. Miał potem się znaleźć w Pruszkowie i po krótkim areszcie (na tamte czasy niebywale) Niemcy go puścili. Pojechał następnie do Krakowa, gdzie był sekretarzem Adama Ronikiera. Kiedy ten ostatni wyjechał z Polski do USA, Ciechanowiecki nie dostał przepustki na wyjazd z kraju. Miał działać przejściowo do kwietnia 1945 w organizacji Wolność i Niezawisłość, która została ufundowana dopiero we wrześniu 1945.

### W Polsce Ludowej
Zrezygnowawszy z wyjazdu na Zachód, w czerwcu 1945 został zaangażowany (ze względu na znajomość kilku języków obcych) jako radca w VI st. służb, w MSZ, z przydziałem jako p.o. szefa protokółu w Ministerstwie Żeglugi i Handlu Zagranicznego. W tym charakterze uczestniczył w negocjacjach z delegacjami zagranicznymi w Warszawie, a w sierpniu 1945 uczestniczył, jako członek delegacji polskiej (oraz tłumacz), w konferencji UNRRA w Londynie. Jesienią tego roku był wyznaczony na radcę do Hagi, ale do tego wyjazdu na placówkę nie doszło ze względów politycznych (pochodzenie i przeszłość akowska, tylko częściowo wówczas znana władzom). Wrócił do Krakowa, aby kończyć studia, najpierw na Akademii Handlowej (ukończonej w 1947), a następnie na Wydziale Historii Sztuki Uniwersytetu Jagiellońskiego, gdzie w 1950 uzyskał magisterium. Był jednym z założycieli „Klubu Logofagów” – wzoru późniejszych Klubów Inteligencji Katolickiej. Jesienią 1950 objął asystenturę na UJ, przerwaną aresztowaniem przez Ministerstwo Bezpieczeństwa Publicznego 22 października 1950. Po długich przesłuchiwaniach został skazany w 1952 na 10 lat więzienia za rzekomą pomoc szpiegom i za przedłużenie działalności akowskiej. Właściwie nie wiadomo czy w ogóle był w AK. W ciężkich warunkach odsiedział pięć lat i cztery miesiące początkowo w piwnicach Ministerstwa Bezpieczeństwa Publicznego na Koszykowej, później na Mokotowie, a wreszcie w Rawiczu i Wronkach. W tych ostatnich więzieniach pomagał współwięźniom, szczególnie w dziedzinie duchowej oraz w pomocy w przedterminowych zwolnieniach. 6 marca 1956 został zwolniony, a następnie zrehabilitowany. Powrócił do Krakowa, aby zająć się przerwaną pracą doktorską. Był jednym z reaktywatorów Tygodnika Powszechnego, działał społecznie. Był też doradcą na Wawelu oraz kustoszem Muzeum Zamkowego w Łańcucie.
W pracach swoich zajmował się meblarstwem oraz złotnictwem krakowskim epoki barokowej oraz kulturą dawnej Rzeczypospolitej. W 1958 uzyskał stypendia Fundacji Forda oraz British Council i 22 lipca tego roku wyjechał na dalsze studia.

### Działalność na Zachodzie
Po krótkich pobytach naukowych w Wielkiej Brytanii oraz USA, gdzie wykładał doraźnie kulturę polską i gdzie dostał oferty na stanowiska muzealne, zdecydował się na powrót do Europy, lecz już nie do Polski, bo mu to przyjaciele odradzali. Jesienią 1959 roku przeniósł się na Uniwersytet w Tybindze, tam wykładał kulturę polską przez dwa semestry oraz prowadził lektorat języka polskiego. W lipcu 1960 obronił doktorat filozofii (z wynikiem Summa cum laude) na tamtejszym Uniwersytecie im. Eberhardta i Karola, na podstawie pracy doktorskiej, Michał Kazimierz Ogiński und sein Musenhof zu Słonim, która ukazała się drukiem w 1961. Uznana za dzieło źródłowe, doczekała się dwóch wydań w tłumaczeniu na język białoruski, w latach 1993 i 2006. Po uzyskaniu doktoratu i pobycie stypendialnym fundacji Gulbenkian w Portugalii (wynikiem którego były artykuły o meblarstwie portugalskim), zdecydował się przenieść do Londynu, gdzie w 1961 nawiązał współpracę z powstającą firmą Mallett at Bourdon House (filią wybitnej galerii Mallett & Son) na Bond Street, gdzie zorganizował pięć nowatorskich wystaw na temat zapomnianej wówczas rzeźby francuskiej. Tego samego roku bo długich staraniach udało mu się sprowadzić matkę, do której był szalenie przywiązany i która została na zachodzie już do końca swego życia w 1991 r.
W 1965 został przyjęty przez François Heima jako współdyrektor do nowo otwartej londyńskiej filii paryskiej Heim Gallery, której pod koniec stał się właścicielem. Heim Gallery została przez niego sprzedana w 1986, gdy przeniósł się do mniejszej galerii sztuki przezeń stworzonej, pod hasłem Old Masters Gallery, też położona przy Jermyn Street. Ta była jego własnością do ciężkiego wypadku, któremu uległ w 1995, i na skutek którego doszło do zamknięcia galerii. Nowatorskie katalogi jego galerii stały się znane na świecie. Stały się one podstawą dla dziś obowiązujących naukowych katalogów domów aukcyjnych i galerii prywatnych. Galerie prowadzone przez niego zajmowały się szczególnie malarstwem od XVI do XIX wieku, a celowały we wprowadzeniu ponownie na rynek rzeźby barokowej i neoklasycznej, przede wszystkim włoskiej oraz francuskiej.
Równocześnie zbierał polskie dzieła oraz był współorganizatorem trzech ważnych wystaw Treasures of the Polish Kings w Dulwich Gallery w Londynie, Polish Expressionism i Land of the Winged Horsemen w muzeach USA. Miał odczyty z kultury polskiej w Anglii i w Stanach Zjednoczonych, gdzie szczególnie w Detroit przyczynił się do powstania w tamtejszym Art Institute sekcji polskiej. Publikował Polonica. W dziedzinie zawodowej A. Ciechanowiecki osiągnął wielkie sukcesy, tak jako właściciel jednej z czołowych galerii w Londynie, jako inicjator zainteresowań sztuką baroku i neoklasycyzmu oraz francuskiego akademizmu, ale także jako inicjator i współorganizator wielu ważnych, międzynarodowych wystaw – takich jak Giambologna (Edynburg, Londyn i Wiedeń), Zmierzch Medyceuszy (Detroit, Florencja), czy Złoty Wiek Neapolu (Neapol i Detroit). Zasiadał też w komitetach innych międzynarodowych wystaw.

## Zakon Maltański
Jednocześnie Ciechanowiecki, świadom swego pochodzenia, brał udział w pracach Związku Polskich Kawalerów Maltańskich, będąc jego członkiem od 1958. Zasiadał w jego zarządach (wówczas działających na Obczyźnie), przez wiele lat jako kanclerz, a następnie jako wiceprezydent, uzyskując najwyższą rangę w Zakonie Baliwa Wielkiego Krzyża Honoru i Dewocji. Równolegle pracował też dla Zakonu Dynastii Bourbonów Sycylijskich (Sacro Militare Ordine Costantiniano di San Giorgio), tworząc ich Delegatury w Polsce oraz w Anglii. Zasiadał też w jego głównej radzie. Następnie zorganizował delegaturę Zakonu św. Maurycego i Łazarza Królewskiego Domu Sabaudzkiego w Wielkiej Brytanii, a w ostatnich latach przyczynił się do wskrzeszenia w Wielkiej Brytanii także i Toskańskich Orderów Dynastycznych: św. Stefana oraz św. Józefa. Jest też bliski byłego rosyjskiego Domu Cesarskiego.
Jego pozycja w Zakonie Maltańskim, zbliżenia osobiste do tych byłych domów panujących i działalność paradyplomatyczna w dziedzinie kultury oraz spraw kościelnych, ułatwiła mu uzyskanie w 1975 od byłego króla włoskiego, Humberta II – który zachował na emigracji wszystkie swoje „uprawnienia monarsze” w dziedzinie heraldyki – potwierdzenie „prawa używalności” tytułu hrabiowskiego, który miał być nabyty przed ponad 200 lat. Te uprawnienia, na szczeblu europejskim, zatwierdził dwa lata później Suwerenny Zakon Maltański.
Z ramienia ZPKM dużo uczynił dla wsparcia charytatywnego Polaków w stanie wojennym, a z własnej kieszeni finansował liczne stypendia naukowe. W imieniu też Związku Polskich Kawalerów Maltańskich przyczynił się w 85% do budowy kościoła NMP i św Maksymiliana Kolbe w krakowskich Mistrzejowicach (jednolity wystrój rzeźbiarski wnętrza był jego koncepcją i to on wybrał prof. Gustawa Zemłę na wykonawcę tego artystycznie dzieła, które sam sfinansował).

## Praca na rzecz polskiego dorobku kulturowego

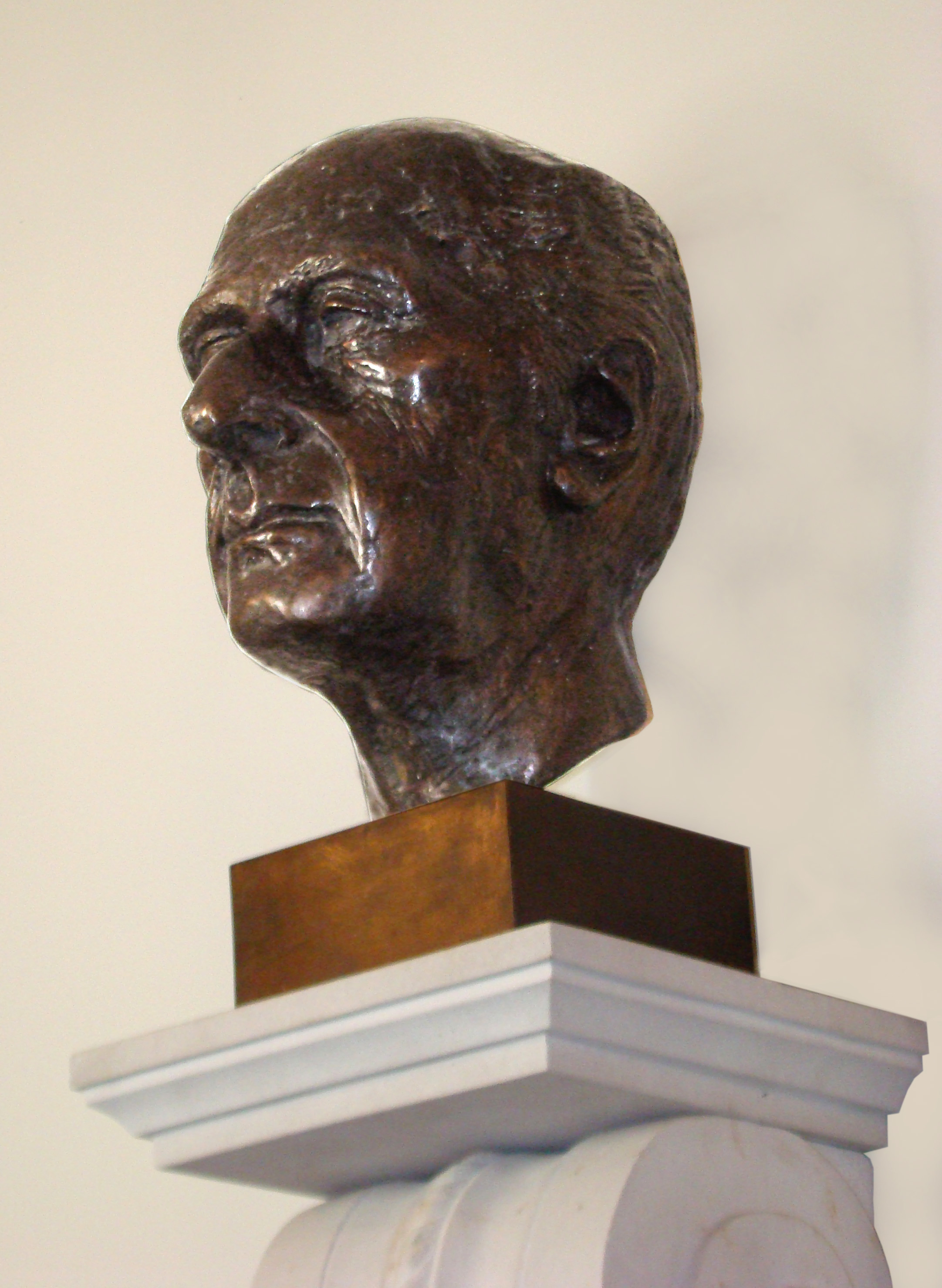
Rzeźba głowy Andrzeja Ciechanowieckiego w Pałacu Pod Blachą w Warszawie

Poprzez swą działalność jako marszand o wysokiej pozycji międzynarodowej, Ciechanowiecki zgromadził pewien majątek, który przeznaczył na polskie cele społeczne, a szczególnie na zbiory, które weszły w skład stworzonej w 1986 Fundacji im. Ciechanowieckich na Zamku Królewskim w Warszawie oraz innych dziełach sztuki, zdeponowanych w szeregu innych muzeów polskich.
Za namową prof. Tadeusza Chrzanowskiego w połowie lat 80. Ciechanowiecki
przyczynił się finansowo do wydania w Polsce pierwszego wydania przez PAN monumentalnego dzieła Romana Aftanazego 'Materiały do dziejów rezydencji (1986–1993), następnie wydane jako Dzieje rezydencji na dawnych kresach Rzeczypospolitej (1991–1997).
Jako współzałożyciel Fundacji Karta z Dziejów, przyczynił się finansowo i radami artystycznymi do powstania pomnika Dekalogu w Łodzi i pomnika Dawida psalmisty w Zamościu. Przekazał też jako depozyty dzieła sztuki z własnych zbiorów do ambasad RP w Londynie, Paryżu, Rzymie i Lizbonie.
Jeszcze przed pierwszym przyjazdem do Polski (po 19. latach) w 1977, A. Ciechanowiecki czynnie zaangażował się w dzieło odbudowy Zamku Królewskiego w Warszawie. Stworzona w 1986 roku Fundacja im. Ciechanowieckich wyposażyła Zamek w ok. 3000 obrazów, mebli, sreber, dywanów, miniatur, numizmatów oraz drogocenności. Jest to najprawdopodobniej największy dar, jaki Zamek Warszawski uzyskał. Przekazał on także, w darze lub depozycie, cenne obiekty dla Zamku Królewskiego na Wawelu oraz dla innych muzeów w Polsce. Fundacja im. Ciechanowieckich ma służyć wszystkim muzeom w Polsce, zależnie od ich potrzeb i charakteru zabytku, z pierwszeństwem jednak dla Zamku w Warszawie.
Członek Polskiego Towarzystwa Naukowego na Obczyźnie.

### Działalność w Europie Wschodniej
Po 1988 Andrzej Ciechanowiecki, pomny pochodzenia swych przodków, zaangażował się również na Białorusi i wielce się przyczynił do restauracji zabytków tego kraju, przede wszystkim rezydencji radziwiłłowskiej w Nieświeżu. Był honorowym przewodniczącym polsko-białoruskiej komisji do spraw wspólnego dziedzictwa kulturowego, marszałkiem honorowym Związku Szlachty Białoruskiej oraz honorowym członkiem Międzynarodowego Stowarzyszenia Białorusycystów i Instytutu Historii Białoruskiej Akademii Nauk. Był też wiceprezydentem Anglo-Belarusian Society w Londynie.
W 1995 Ciechanowiecki uległ ciężkiemu wypadkowi, który pozbawił go władzy w nogach. Niemniej do końca życia był czynny intelektualnie na wszystkich odcinkach swoich licznych zainteresowań, przede wszystkim jednak polskich. Ojciec chrzestny Władysława Teofila Bartoszewskiego.

## Odznaczenia

### Polskie
- Order Orła Białego (15 sierpnia 1998 od prezydenta Aleksandra Kwaśniewskiego „w uznaniu znamienitych zasług dla Rzeczypospolitej Polskiej”)[16]
- Krzyż Wielki Orderu Odrodzenia Polski (25 lutego 1993 od prezydenta Lecha Wałęsy „w uznaniu wybitnych zasług dla kultury polskiej”)[17]
- Krzyż Komandorski z Gwiazdą Orderu Odrodzenia Polski (1 stycznia 1986 od prezydenta Edwarda Raczyńskiego „za zasługi w dziedzinie kultury krajowej oraz hojny przyczynek w opracowaniu pamiątek i zabytków polskich”)[18].
- Krzyż Komandorski Orderu Odrodzenia Polski (22 października 1976 od prezydenta Stanisława Ostrowskiego)[19]
- Krzyż Oficerski Orderu Odrodzenia Polski (5 kwietnia 1973 od prezydenta Stanisława Ostrowskiego)[20]
- Krzyż Zasługi z Mieczami (1944)[21]
- Medal Wojska – trzykrotnie[21]
- Medal „Za udział w wojnie obronnej 1939”[21]
- Krzyż Kampanii Wrześniowej (1984)
- Krzyż Armii Krajowej (1995)[21]
- Warszawski Krzyż Powstańczy (1995)[21]
- Złoty Medal „Zasłużony Kulturze Gloria Artis” (2006)[21]
- Odznaka Honorowa „Bene Merito”[21]
- Krzyż Kombatancki (SPK, Londyn)[21]
- Złota Odznaka Skarbu Narodowego Rzeczypospolitej Polskiej
- Medal Merentibus (UJ) (1986)

### Zagraniczne
- Kawaler Łaski i Dewocji Zakonu Maltańskiego (1958)[22]
- Kawaler Honoru i Dewocji Zakonu Maltańskiego (1977)[22]
- Kawaler Wielkiego Krzyża Honoru i Dewocji Zakonu Maltańskiego (1987)[22]
- Baliw Wielkiego Krzyża Honoru i Dewocji Zakonu Maltańskiego
- Krzyż Wielki Orderu Świętego Grzegorza Wielkiego (Stolica Apostolska)[21]
- Krzyż Komandorski I Klasy Odznaki Honorowej za Zasługi (Austria)[21]
- Krzyż Wielki Orderu Pro Merito Melitensi (SMOM)[21]
- Komandor Orderu Gwiazdy Polarnej (Szwecja)[21]
- Krzyż Oficerski Orderu Zasługi RFN (Niemcy)[21]
- Oficer Orderu Legii Honorowej (Francja)[21]
- Wielki Oficer Orderu Zasługi (Włochy)[21]
- Komandor Orderu Zasługi (Senegal)[21]
- Order Przyjaźni Narodów (Białoruś)[21]
- Order Franciszka Skaryny (Białoruś)[21]
- Komandor Orderu Sztuki i Literatury (2012, Francja)[23][24]

### Ordery zagraniczne
- Order Świętego Januarego Królestwo Obojga Sycylii[21]
- Baliw Wielkiego Krzyża Sprawiedliwości Konstantyniańskiego Orderu św. Jerzego Królestwo Obojga Sycylii
- Krzyż Wielki Orderu Franciszka I Królestwo Obojga Sycylii[21]
- Złoty Medal Zasługi Orderu Konstantyniańskiego Królestwo Obojga Sycylii[21]
- Krzyż Wielki Orderu śś. Maurycego i Łazarza (Zjednoczone Królestwo Włoch)[21]
- Krzyż Wielki Orderu Sabaudzkiego Zasługi Cywilnej (Zjednoczone Królestwo Włoch)[21]
- Kawaler Orderu św. Stefana (Wielkie Księstwo Toskanii)[21]
- Krzyż Wielki Orderu św. Józefa (Wielkie Księstwo Toskanii)[21]
- Order Świętego Andrzeja Apostoła (1995, Rosja)[21]
- Order Świętego Aleksandra Newskiego (Rosja)[21]
- Order Świętej Anny I klasy (Rosja)[21]

## Doktoraty honoris causa
- Uniwersytet Warszawski (1991)
- New Mexico State University (1992)
- Uniwersytet Państwowy w Mińsku (1993)
- Uniwersytet Jagielloński (2009)

Oraz liczne nagrody oraz księgi pamiątkowe polskie i zagraniczne, m.in. odznaka Polonia Mater Nostra Est oraz Złoty Krzyż Zasługi Kościoła Polskiego. Obywatelstwo honorowe Ciechanowca i Zasławia (Białoruś).